# باوبینی، مانش
باوبینی (به فرانسوی: Baubigny) یک کمون (فرانسه) در فرانسه است که در canton of Barneville-Carteret واقع شده‌است. باوبینی ۶٫۴۱ کیلومتر مربع مساحت دارد ۶۰ متر بالاتر از سطح دریا واقع شده‌است.